# Melodifestivalen 1965

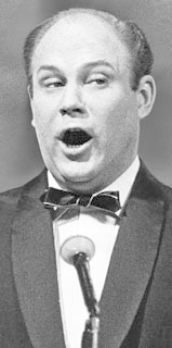
Ingvar Wixell

Tras el parón de 1964, se volvió a celebrar el Melodifestivalen el 13 de febrero de 1965 en el Cirkus de Estocolmo. La presentación del programa corrió a cargo de Birgitta Sandstedt, y los directores de orquesta fueron William Lind, Mats Olsson y Hans Wahlgren.
Al contrario que en ediciones anteriores, todos los temas de esta edición fueron interpretadas por un mismo intérprete, Ingvar Wixell (una estrella nacional en el ámbito de la ópera). Con esto, se intentaba elegir una canción por encima de un artista.

## Resultado
1. "Annorstädes vals" - 50 ptos.
2. "Stilla och tyst" - 28 ptos.
3. "Förtrollad stad" - 13 ptos.
4. "Kommer vår" - 5 ptos.
5. "Varm i dig" - 2 ptos.
6. "Väldigt vacker" - 1 ptos.

Ingvar cantaría su tema en inglés en el Festival de la Canción de Eurovisión bajo el título "Absent Friend". Esto supondría que para 1966 en adelante, la organización del festival creara un nuevo reglamento por el que se prohibía la interpretación de la canción participante en un idioma distinto al oficial de dicho país.